# 蔡一熊
蔡一熊（？—？），字齐璜，福建泉州府惠安县人，明朝政治人物。

## 生平
万历三十七年（1609年）己酉科舉人，四十四年（1616年）丙辰科进士，兵部觀政，四十七年補授砀山知县，多實政，砀滨大河，洪水泛滥，熊百计捍御，河不为害。岁大旱，熊終日向城隍虔祷，祝曰：圣人且以六事自责，此旱乃我之罪，加于我，勿苦我民。祝毕，甘霖大霈。蝗飞蔽空，民甚彷徨，熊復跪祷于天，蝗辄他徙。時杂役繁兴，事尚操切，士民往往破产，熊为汰其煩冗，与民休息。且性淳朴，服御俱归简约，风俗为之一变。天啓二年（1622年）擢官户部浙江司主事，士民留之不獲，乃立生祠，復肖像以祀之，黄运泰为之记。

## 家族
曾祖蔡循和。祖父蔡天掟。父蔡养中。